# Love by the Pound
Love by the Pound è un cortometraggio muto del 1914 diretto da C.J. Williams.
Decimo episodio della serie Edison a un rullo Wood B. Wedd.

## Produzione
Il film fu prodotto dalla Edison Company.

## Distribuzione
Distribuito dalla General Film Company, il film - un cortometraggio in una bobina - uscì nelle sale cinematografiche degli Stati Uniti il 28 settembre 1914.